# 恶意欠薪
恶意欠薪，即“拒不支付劳动报酬”，用人单位有能力支付但不支付劳动者工资。对应概念是恶意讨薪，指农民工恶意讨要薪酬的行为。

## 概述
中华人民共和国部分行业，尤其是工程建设领域，长期存在拖欠农民工工资问题，时常引发群体性事件。
2005年以来，武汉、成都、邯郸等地将打击“恶意讨薪”写入地方政府规章。2007年，南宁市《关于严禁建设领域恶意讨薪行为的通告》将5种行为定为“恶意讨薪”。2010年，中华人民共和国人力资源和社会保障部转发《河南省人民政府关于加强劳动保障监察工作的意见》，该意见说，“对黑恶势力参与的‘恶意讨薪’行为坚决依法予以打击”。
2004年，《中国青年报》发布评论文章《恶意欠薪和恶意讨薪都该治》，针对北京市建委新闻发言人说要严厉打击“恶意讨薪”，提出应将“恶意欠薪”入刑。中华全国总工会建议刑法增加“恶意欠薪罪”，以惩处并遏制恶意欠薪。反对方认为，恶意欠薪入罪有违刑法谦抑性原则，实践中难以操作，应通过落实其他民事法律来保护劳动者权益。2011年，“拒不支付劳动报酬罪”写入中华人民共和国刑法，俗称“恶意欠薪罪”。
2016年，中华人民共和国国务院办公厅下发《关于全面治理拖欠农民工工资问题的意见》。2017年，在全国设立拖欠农民工工资“黑名单”，将符合条件的企业列入。2019年设立国务院根治拖欠农民工工资工作领导小组，国务院新闻办公室举行新闻发布会，介绍打击恶意欠薪犯罪情况。2020年，国务院公布《保障农民工工资支付条例》。经过治理，据国家统计局监测调查，被欠薪农民工比重从2008年的4.1%，下降到2018年的0.67%。

## 相关事件
2003年10月24日，中华人民共和国国务院总理温家宝看望重庆市云阳县的村民，农妇熊德明向温家宝反映她丈夫被拖欠工钱。温家宝当即指示地方政府解决，她很快拿到工钱。此事使中国社会关注欠薪问题。
2009年，吉林女工王鸿丽在杭州向老板讨薪，和丈夫一起遭到暴力殴打。杭州市委书记王国平就此批示：性质恶劣，影响极坏。
2012年冬，罗治平等112名农民工因工资被拖欠，到河北省廊坊市各政府部门反映情况，河北省住房和城乡建设厅反馈称，“围堵政府部门，以讨薪为由，讨要材料费和租赁费，属恶意讨薪行为”。112名农民工2013年1月提起诉讼，2014年1月二审胜诉。
2020年，全国人大代表、河北建设集团董事长李宝忠在两会上说，利用农民工恶意讨薪者应列入社会诚信体系黑名单。